# Universidade Estadual de Washington

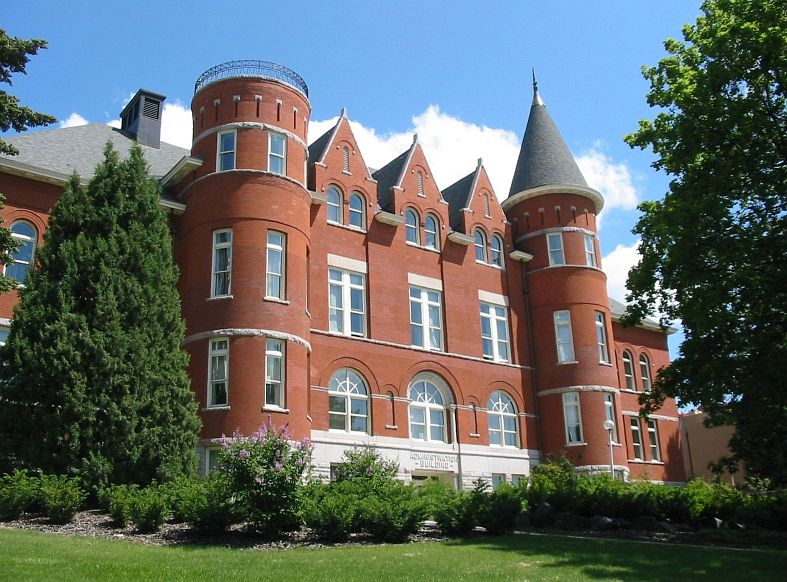
O prédio da administração da Universidade de Washington.

A Universidade Estadual de Washingtonn (em inglês, Washington State University) é uma universidade pública e uma instituição de pesquisa dos Estados Unidos, localizada na cidade de Pullmann, caracterizada por estar situada no interior do estado de Washington (situação oposta da maior universidade do estado com nome parecido, a Universidade de Washington, localizada em Seattle, na bacia fluvial do Puget Sound). Mais precisamente, a Universidade Estadual de Washington possui quatro campi, todos localizados em diferentes pontos do estado de Washington, estando a sua alma mater sediada em Pullmann; e Pullmann pertence à (macro)região geográfica de Palouse, um pólo regional de desenvolvimento do qual, informalmente, fazem parte porções adjacentes dos estados vizinhos de Óregon e de Idaho.